# Eugen Rümelin

Rümelin als Mitglied des Corps Rhenania Heidelberg, 1903

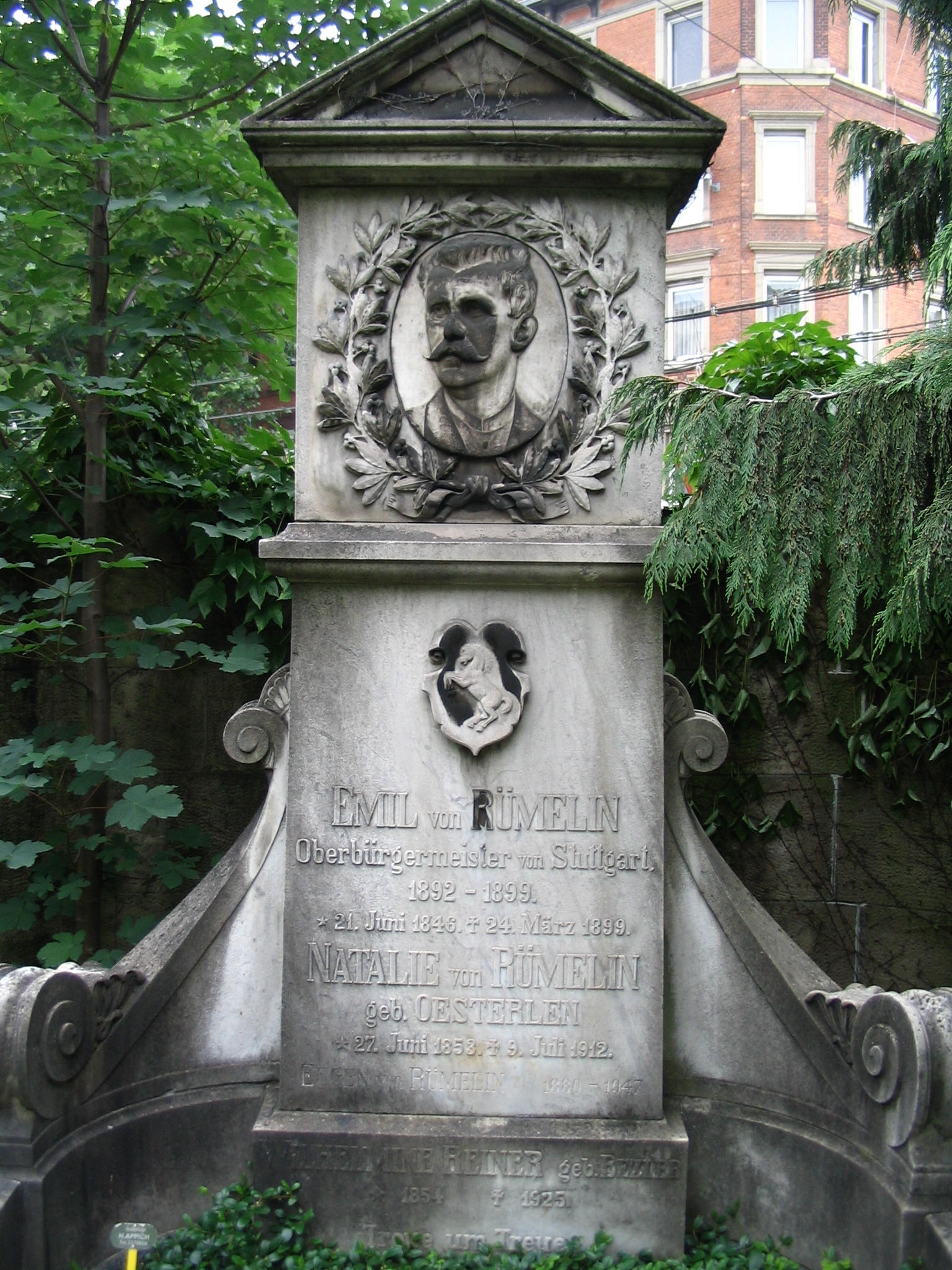
Grabstätte auf dem Stuttgarter Pragfriedhof

Eugen Rümelin (* 8. Dezember 1880 in Münster; † 26. September 1947 in München) war ein deutscher Diplomat in der Zeit der Weimarer Republik und des Nationalsozialismus.

## Leben
Rümelin war ein Sohn des späteren Stuttgarter Oberbürgermeisters Emil von Rümelin und seiner Frau Natalie, geb. Oesterlen. Nach dem Besuch des Gymnasiums in Heilbronn und Stuttgart studierte er Rechtswissenschaften an der Ruprecht-Karls-Universität Heidelberg, wo er Mitglied des Corps Rhenania war, sowie in Berlin und Tübingen. Er schloss sein Studium 1904 mit der Promotion zum Dr. iur. ab mit einer Dissertation zum Thema Der staatsrechtliche Begriff der konstitutionellen Volksvertretung und dessen Anwendbarkeit auf den elsass-lothringischen Landesausschuss bei Professor Gerhard Anschütz.
1909 trat er in den Diplomatischen Dienst und fand nach dem Ende des Vorbereitungsdienstes 1912 Verwendung am Generalkonsulat Konstantinopel, das zu dieser Zeit von Josef Mertens geleitet wurde. Von 1914 bis 1916 nahm er als Hauptmann der Reserve im Württembergischen Feld-Artillerie-Regiment Nr. 29 am  Ersten Weltkrieg teil, kehrte 1916 in den diplomatischen Dienst zurück und war von 1916 bis 1920 im Referat für Personalangelegenheiten tätig.
Nach seiner Beförderung zum Wirklichen Legationsrat wurde er 1919 schließlich Leiter des Referats Personal und Besoldung in der Personal- und Verwaltungsabteilung des Auswärtigen Amtes. In dieser Funktion hatte er maßgeblichen Anteil an der Neuorganisation des Reichsaußenministeriums. 1920 wurde er zum Leiter des Referats Deutschland ernannt und dann 1922 zum Leiter der Unterabteilung IIIb (Österreichische Nachfolgestaaten, Balkan).
Am 10. März 1923 wurde er Nachfolger von Mertens als Gesandter I. Klasse in Bulgarien. Dieses Amt bekleidete er 16 Jahre lang bis zum 5. April 1939. Dabei vertrat er auch gegenüber den amtierenden Ministern wie etwa gegenüber Gustav Stresemann im Oktober 1927 die Meinung, dass das Deutsche Reich sich aus der unruhigen innenpolitischen Situation auf dem Balkan wie zum Beispiel in Bezug auf Mazedonien heraushalten sollte. Zum 1. Juni 1934 war er der NSDAP beigetreten (Mitgliedsnummer 3.454.645). In der Weimarer Republik war er Mitglied der Deutschen Volkspartei gewesen.
Anfang 1940 wurde er Leiter des Amts für Außenhandel in der Regierung des Generalgouvernements in Krakau. Dort war er bis zu seinem Ausscheiden auf eigenen Antrag im Jahr 1943 tätig.
1945 ließ er sich in Wien nieder und starb zwei Jahre nach Ende des Zweiten Weltkrieges. Seine letzte Ruhestätte fand er in der elterlichen Grabstätte auf dem Stuttgarter Pragfriedhof.

## Publikation
- Der staatsrechtliche Begriff der konstitutionellen Volksvertretung und dessen Anwendbarkeit auf den elsass-lothringischen Landesausschuss, Heidelberg: Verlag K. Rössler 1904.